# Сметчик
Сметчик — это специалист по определению стоимости различных видов работ, таких как строительство, проектные работы, реставрация и воссоздание, ремонт и множество других. В основную категорию сметчиков входят: экономисты-сметчики, инженеры-сметчики.
Впервые определение сметчика дано в Уставе общероссийского профсоюза сметчиков Российской Федерации.
Сметчик — это инженер и экономист в одном лице. Опытный сметчик помогает всем участникам строительства не только минимизировать расходы, но и избежать многих проблем в процессе работы.
В небольших компаниях штатная должность сметчика не всегда предусмотрена. В этом случае специалистов нанимают под каждый конкретный проект.
Место работы сметчиков — это компании, занимающиеся строительством, ремонтом, реставрацией, проектированием и пр. 
Образование, необходимое для получения профессии сметчика. Наиболее квалифицированные специалисты-сметчики получаются из инженеров. Имея экономическое образование, стать грамотным инженером сметчиком возможно при наличии серьёзного производственного опыта, предполагающего знание технологии производства работ в данной сфере.
Сметчик должен хорошо знать технологию строительных работ, уверенно ориентироваться в большом количестве информационных источников, обладать достаточными познаниями в экономике — и не только строительства, иметь навыки работы в специализированных компьютерных программах (например, SmetaWIZARD), быть в курсе всех последних документов по ценообразованию.
Специфика труда сметчиков обуславливает наличие общих проблем и вопросов, решить которые не всегда возможно в рамках предприятий или общеотраслевых профсоюзов.
Сметчики задействованы: — в процессе определения стоимости на всех объектах нового строительства, реконструкции, объектов капитального ремонта и текущего ремонта; — на всех стадиях инвестиционного процесса (технико-экономическое обоснование инвестиций; проектирование; проведение подрядных торгов и заключение контракта между заказчиком и подрядчиком; осмечивание и оплата выполненных работ, взаиморасчеты между всеми участниками строительства — заказчиком, генподрядчиком, субподрядчиками; контроль за ходом строительства; сдача объекта в эксплуатацию; а в ряде видов деятельности — эксплуатация действующих объектов).
Сметное дело — это вид деятельности по определению стоимости ремонтных и строительных работ.
Составление сметы является одним из основных этапов начала строительно-монтажных работ. В составе любого проекта содержится сметная часть. Она содержит всю информацию о стоимости строительства — от цены стройматериалов и затрат на их транспортировку и хранение до расчетов и обоснований затрат при вводе объекта в эксплуатацию, от расчистки территории будущей стройки до подключения построенных зданий к коммуникациям и озеленения прилегающей территории.